# Тетраоксид плутония
Тетраоксид плутония — бинарное неорганическое соединение плутония и кислорода с формулой PuO4.

## Получение
- Добавление к подкисленным растворам соли плутония(IV) избытка пероксида водорода:

{\displaystyle {\mathsf {Pu(SO_{4})_{2}+2H_{2}O_{2}+xH_{2}O\ {\xrightarrow {\tau ^{o}C}}\ PuO_{4}\cdot xH_{2}O\downarrow +2H_{2}SO_{4}}}}

## Физические свойства
Тетраоксид плутония образуется в виде кристаллического осадка светло-зелёного цвета, оттенки которого меняется в зависимости от примесей анионов, которые захватываются при осаждении.
Осадок содержит примеси других оксидов плутония, и его реальный состав примерно соответствует формуле PuO3,5.
Не растворяется в воде. Образует кристаллогидраты переменного состава PuO4•x H2O. Теоретические расчеты показывают , что молекула имеет строение (O=Pu=O)+(O2)-, т.е. плутоний является шестивалентным и имеет степень окисления +5.

## Химические свойства
- Разлагается при нагревании:

{\displaystyle {\mathsf {PuO_{4}\ {\xrightarrow {T}}\ PuO_{2}+O_{2}\uparrow }}}